# Tito Puente

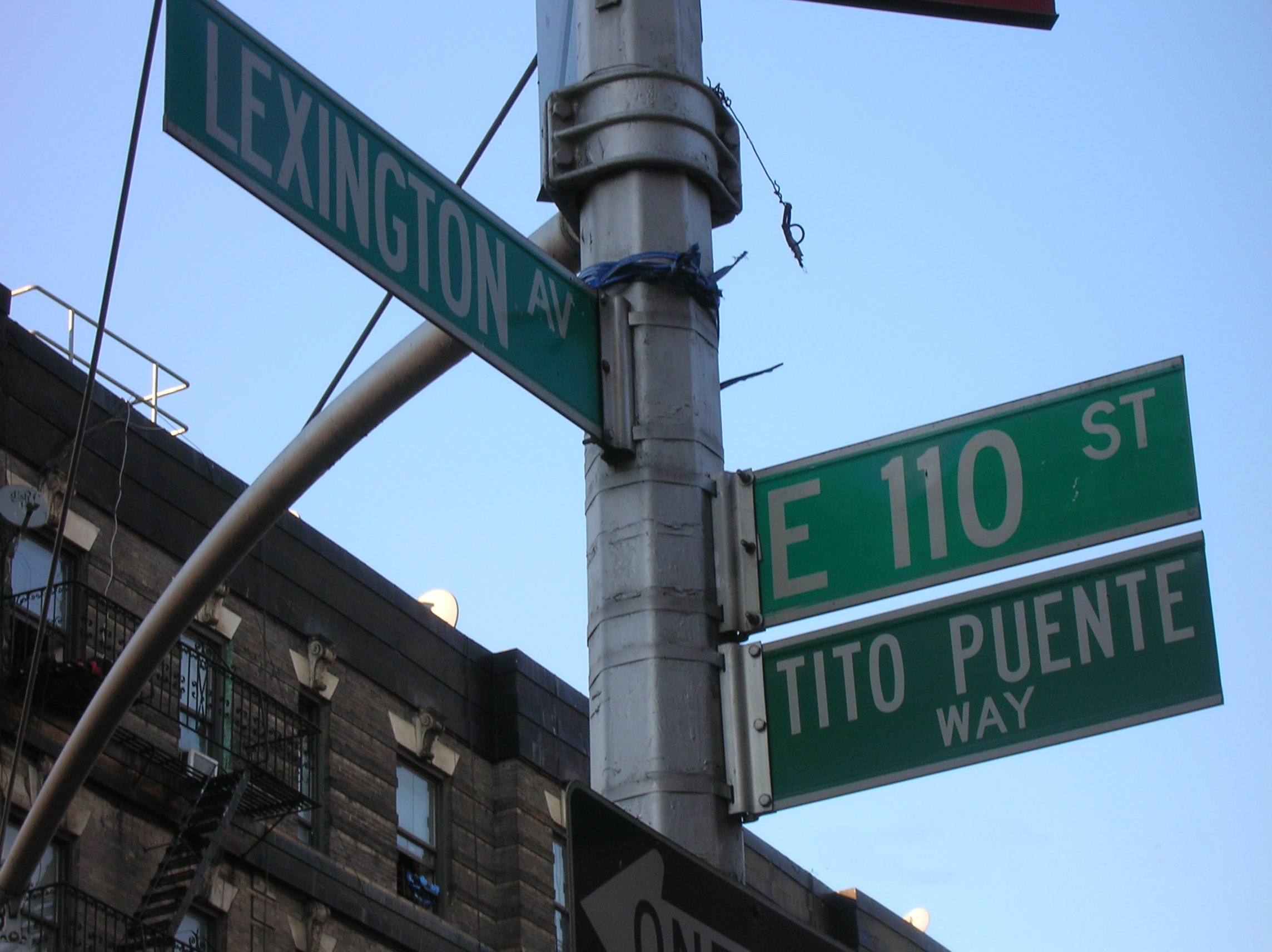
Ulica Tito Puente w Nowym Jorku

Tito Puente, właśc. Ernest Anthony Puente, Jr. (ur. 20 kwietnia 1923 w Nowym Jorku, zm. 31 maja 2000 tamże) – amerykański kompozytor, aranżer, producent muzyczny i instrumentalista zajmującym się takimi gatunkami jak latin jazz, mambo oraz salsa. Odznaczony National Medal of Arts.
Jego prawdziwe nazwisko brzmiało Ernesto Antonio Puente, Jr. Był synem Portorykańczyków Ernesta i Ercilii Puente mieszkających w nowojorskim Harlemie. Nazywany jest El Rey del Timbal (królem timbalesów) oraz King of Mambo (królem mambo). Najbardziej znany z wykonywania latin jazzu i mambo. Jego kariera, która trwała 50 lat (podczas niej nagrał ok. 100 albumów i skomponował ok. 400 utworów) zaczęła się w grudniu 1939 roku od występów w zespole José Curbelo i w grudniu 1942 w Orchestra Machito.
Grał na takich instrumentach jak: saksofon, fortepian, wibrafon, kongi, bongosy, timbalesy. Współpracował z największymi gwiazdami jazzu, takimi jak Arturo Sandoval, Dave Valentin, Miles Davis, Lionel Hampton, Dizzy Gillespie i Dexter Gordon.
W 1962, skomponował „Oye Como Va”, które stało się wielkim przebojem w latach 70., kiedy to było wykonywane przez Carlosa Santanę.

## Nagrody
W roku 1979 zdobył pierwszą nagrodę Grammy za album Homenaje a Beny. W ciągu całej swojej kariery był pięciokrotnym laureatem tej nagrody.
- 1979: Homenaje a Beny pamięci Beny Moré
- 1983: On Broadway
- 1985: Mambo Diablo
- 1990: Goza Mi Timbal
- 2000: Mambo Birdland ludowa muzyka karaibska – pierwsza edycja latin Grammy.

Jego muzyka została wykorzystana w wielu filmach, takich jak: The Mambo Kings (1992) i Calle 54 Fernando Trueby, w których to filmach także sam wystąpił. Wystąpił gościnnie jako gwiazda także w programach telewizyjnych takich jak The Cosby Show i Simpsonowie.
Zmarł w Nowym Jorku 31 marca 2000 w wyniku komplikacji po operacji kardiochirurgicznej po ataku serca, którego dostał podczas występów w Portoryko. Pochowany został na cmentarzu Woodlawn. Jego córka, Audrey Puente jest meteorologiem, a syn – Richard Anthony Puente, jest muzykiem.

## Wybrana dyskografia
- Mambo Beat: The Progressive Side of Tito Puente (1994)
- Mambo y cha cha cha (1994)
- The Best of Dance Mania (1994)
- Barbarabatiri (1994)
- Tito Puente's Golden Latin Jazz All Stars (1994)
- Top Percussion/Dance Mania (1994)
- 20 Mambos/Take Five (1995)
- Fania Legends of Salsa Collection, Vol. 3 (1995)
- Fiesta con Puente (1995)
- Jazzin (1995)
- Mambo Mococo (1949-51) (1995)
- Mambos with Puente (1949-51) (1995)
- More Mambos on Broadway (1995)
- Tea for Two (1995)
- The Complete RCA Victor Revolving Bandstand... (1995)
- Tito's Idea (1995)
- Yambeque: The Progressive Side of Tito Puente (1995)
- Cha Cha Chá: Live at Grossinger's (1996)
- El Rey de la Salsa (1996)
- El Rey del Timbal (1996)
- Special Delivery (1996)
- The Very Best of Tito Puente & Vicentico.. (1996)
- Greatest Hits (1996)
- Jazz Latino, vol. 4 (1996)
- Percussion's King (1997)
- Selection of Mambo & Cha Cha Cha (1997)
- 50 Years of Swing (1997)
- Tito Meets Machito: Mambo Kings (1997)
- Cha Cha Cha Rumba Beguine (1998)
- Dance Mania '98: Live at Birdland (1998)
- The Very Best of Tito Puente (1998)
- Timbalero Tropical (1998)
- Yambeque (1998)
- Absolute Best (1999)
- Carnival (1999)
- Colección original (1999)
- Golden Latin Jazz All Stars: In Session (1999)
- Latin Flight (1999)
- Latin Kings (1999)
- Lo mejor de lo mejor (1999)
- Mambo Birdland (1999)
- Rey (2000)
- His Vibes & Orchestra (2000)
- Cha Cha Cha for Lovers (2000)
- Homenaje a Beny Moré. Vol. 3 (2000)
- Dos ídolos. Su música (2000)
- Tito Puente y su Orquesta Mambo (2000)
- The Complete RCA Recordings. Vol. 1 (2000)
- The Best of the Concord Years (2000)
- Por fin (Finally) (2000)
- Party with Puente! (2000)
- Obra maestra (2000)
- Mambo Mambo (2000)
- Mambo King Meets the Queen of Salsa (2000)
- Latin Abstract (2000)
- Kings of Mambo (2000)
- Cha Cha Cha for Lovers (2000)
- The Legends Collection: Tito Puente & Celia Cruz (2001)
- The Complete RCA Recordings, Vol. 2 (2001)
- RCA Recordings (2001)
- Puente caliente (2001)
- The Best of... (2001)
- King of Mambo (2001)
- El Rey: Pa'lante! Straight! (2001)
- Cocktail Hour (2001)
- Selection. King of Mambo (2001)
- Herman Meets Puente (2001)
- Undisputed (2001)
- Fiesta (2002)
- Colección Diamante (2002)
- Tito Puente y Celia Cruz (2002)
- Live at the Playboy Jazz Festival (2002)
- King of Kings: The Very Best of Tito Puente (2002)
- Hot Timbales! (2002)
- Dr. Feelgood (2002)
- Carnaval de éxitos (2002)
- Caravan Mambo (2002)
- We Love Salsa (2006)